# Abdul Halim Khaddam
Abdul Halim Khaddam (15 de septiembre de 1932 - 31 de marzo de 2020) fue un político sirio que sirvió como Presidente interino de Siria en 2000. También fue Vicepresidente de Siria y Alto Comisionado de Siria en el Líbano de 1984 a 2005. Era un conocido leal a Hafez Assad desde hacía mucho tiempo. Renunció a su cargo y abandonó el país en 2005 en protesta contra ciertas políticas del hijo y sucesor de Hafez, Bashar Assad. Acumuló una riqueza sustancial mientras estuvo en el cargo: una cuenta de Credit Suisse a su nombre, abierta en 1994, tenía casi 90 millones de francos suizos en septiembre de 2003, según Suisse secrets. Esto sitúa el patrimonio neto de Khaddam y su familia en 1.100 millones de dólares, lo que los convierte en una de las familias políticas más ricas e influyentes de Oriente Medio.

## Primeros años y educación
Abdul Halim Khaddam nació el 15 de septiembre de 1932,en Baniyas, Siria. Su familia era musulmana sunita de origen de clase media, y su padre era un abogado respetado. Khaddam obtuvo su educación primaria y secundaria en Baniyas y luego estudió derecho en la Universidad de Damasco.

## Carrera

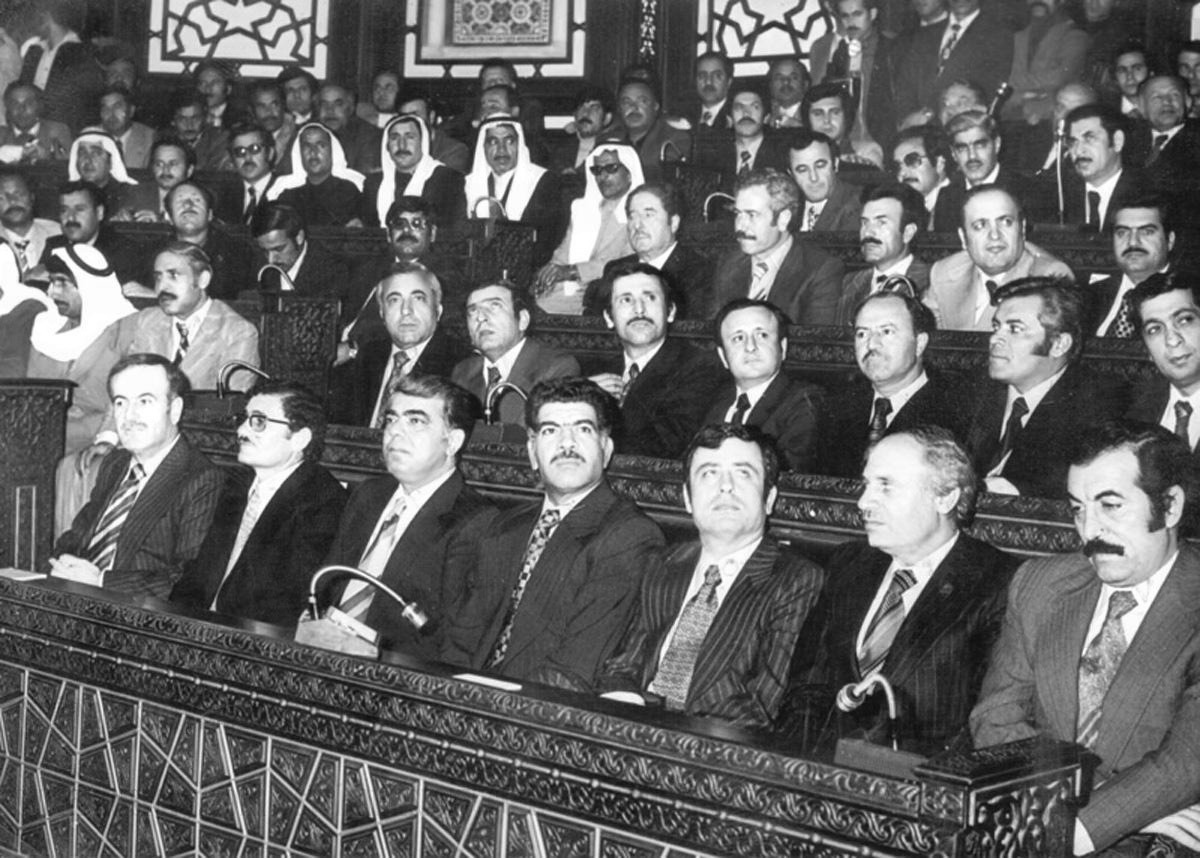
Khaddam (tercero desde la derecha) en la toma de posesión de Hafez al-Assad en el parlamento sirio, marzo de 1971.

Khaddam se convirtió en miembro del Partido Baaz cuando sólo tenía 17 años. Comenzó su carrera política como gobernador de Quneitra después de que el partido llegara al poder en 1963. Luego fue nombrado gobernador de Hama y Damasco. Su primera cartera de gobierno fue la de ministro de Economía y Comercio en el gabinete formado por el entonces jefe de Siria, Nureddin al-Atassi, en 1969, lo que lo convirtió en el ministro más joven en la historia política siria. Luego fue nombrado asesor de Hafez Assad. Posteriormente sirvió en el Gabinete de Siria. De 1970 a 1984 fue ministro de Asuntos Exteriores y vice primer ministro del presidente sirio Hafez al-Assad.
En enero de 1976, Khaddam argumentó que el Líbano era parte de Siria. Khaddam resultó levemente herido en un ataque en Damasco en diciembre de 1976. En octubre de 1977, Khaddam volvió a sobrevivir a un intento de asesinato en el aeropuerto internacional de Abu Dhabi. En el curso del ataque murió Saif Ghobash, el primer ministro de Estado de Asuntos Exteriores de los Emiratos Árabes Unidos. Las autoridades sirias argumentaron que había sido planeado y llevado a cabo por Irak. Khaddam informó que Rifat Assad también intentó matarlo.
Durante su visita a Teherán en agosto de 1979 después de la Revolución iraní, declaró públicamente que el gobierno sirio respaldó la revolución antes y después del proceso revolucionario.
Luego se desempeñó como vicepresidente del 11 de marzo de 1984 a 2005. Fue responsable de asuntos políticos y exteriores como vicepresidente. Acumuló una riqueza sustancial mientras estuvo en el cargo: una cuenta de Credit Suisse, abierta en 1994, tenía casi 90 millones de francos suizos en septiembre de 2003, según Suisse secrets.

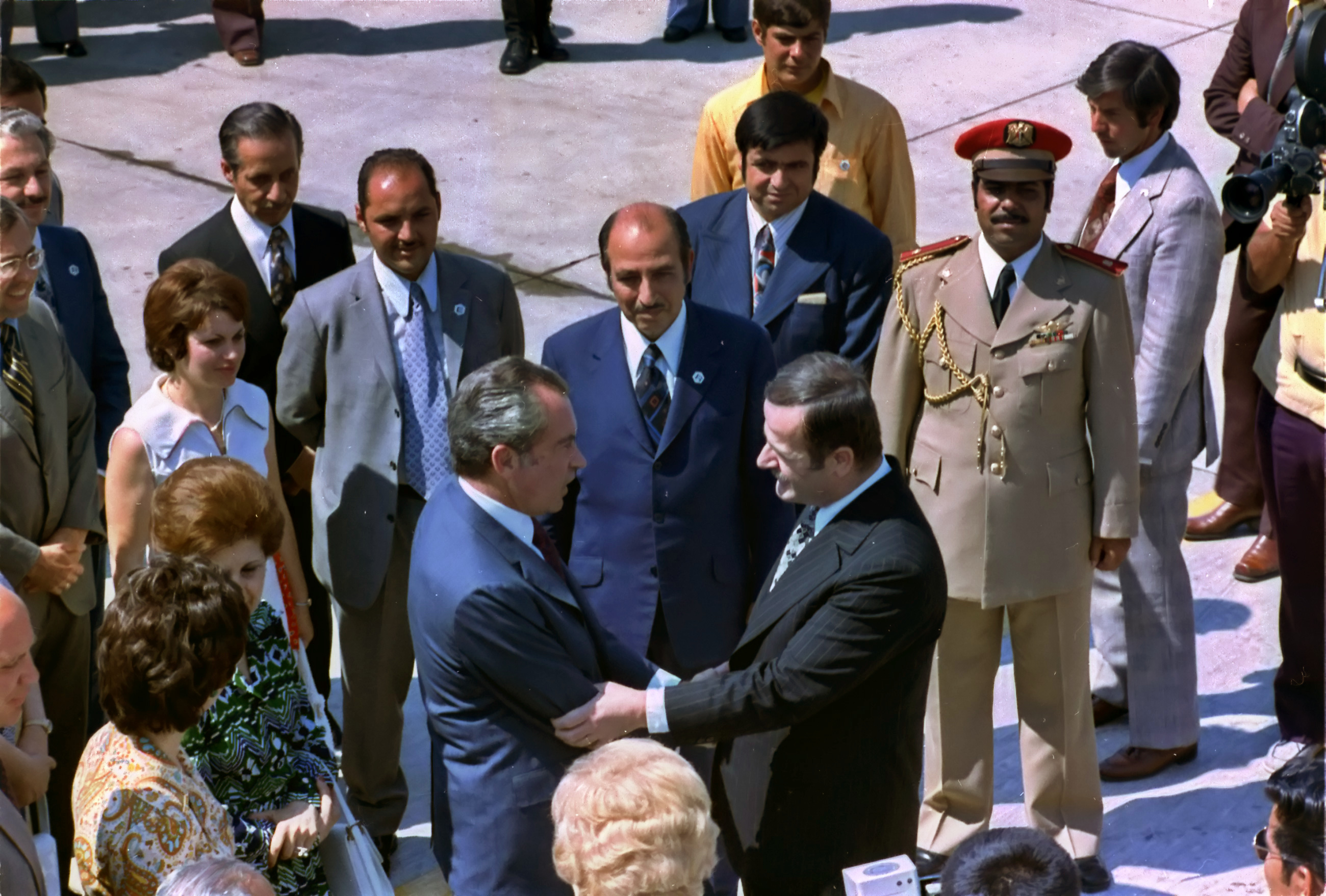
Khaddam con Assad y Richard Nixon en julio de 1974.

Khaddam fue el mediador principal durante la Guerra Civil del Líbano, lo que le otorgó los títulos no oficiales de "Alto Comisionado" o "Padrino" del Líbano.
Después de la muerte de Hafez Assad en 2000, se fundó un comité de nueve miembros, encabezado por Khaddam, para supervisar el período de transición. Este comité lo nombró presidente interino de Siria el 10 de junio y estaba considerado como sucesor permanente de Assad, pero en cambio ayudó al hijo de Assad, Bashar al-Assad, quien asumió el cargo en julio de 2000.
Khaddam era uno de los únicos altos funcionarios en Siria cercano a los ministros y miembros del Parlamento libaneses; lo más notorio era su amistad con el primer ministro Rafik Hariri. Hariri se asoció con los hijos de Khaddam en muchos proyectos comerciales en el Líbano y Arabia Saudita.

## Dimisión

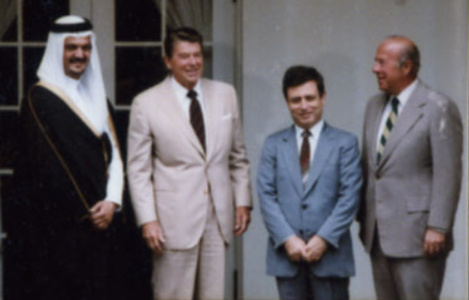
Khaddam, como Ministro de Asuntos Exteriores, con el Príncipe Saud al Faisal, Ronald Reagan y George Shultz en 1982.

A medida que el nuevo presidente, Bashar Assad fortaleció su control sobre la burocracia baazista, Khaddam y otros miembros de la "vieja guardia" del gobierno fueron perdiendo influencia gradualmente. Anunció su dimisión el 6 de junio de 2005 durante la conferencia del Partido Baaz después de criticar públicamente los numerosos errores del régimen, especialmente en el Líbano, convirtiéndolo en el único funcionario sirio de alto rango que renunció públicamente a su cargo mientras se encontraba en Siria y en una conferencia del Partido Baaz, una medida que muchos dentro de Siria consideraron extremadamente valiente debido a los riesgos potenciales que implicaba. Luego fue a Francia con su familia temiendo por su seguridad cuando comenzaron a llegar informes de inteligencia sobre posibles complots de asesinato contra él y otros miembros de su familia por parte del régimen de Assad. Eso lo convirtió en el último miembro influyente de la "vieja guardia" en abandonar el nivel superior del gobierno. El anuncio se produjo en un momento en que Bashar Al-Assad había estado tratando de que le cortaran las alas políticas. Después de dimitir, se trasladó a París aparentemente para escribir sus memorias.

### Defección y exilio

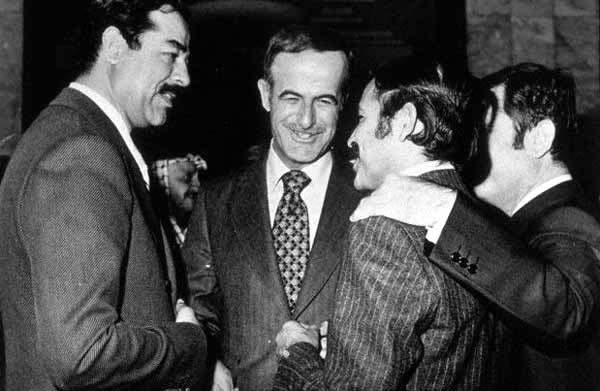
Hussein, Assad, Bouteflika y Khaddam en la cumbre de la Liga Árabe de 1978 en Bagdad.

El 30 de diciembre de 2005, Khaddam huyó de Siria. En una entrevista con Al Arabiya el mismo día, Khaddam denunció los numerosos "errores políticos" de Assad al tratar con el Líbano. Atacó especialmente a Rustum Ghazali, exjefe de operaciones sirias en el Líbano, pero defendió a su predecesor, Ghazi Kanaan, ministro del Interior de Siria. Khaddam también dijo que el ex primer ministro libanés Rafik Hariri, a quien Khaddam era considerado cercano, "recibió muchas amenazas" del presidente sirio Bashar al-Assad.
El parlamento sirio respondió al día siguiente votando a favor de presentar cargos de traición contra él y el Partido Baaz lo expulsó. Después de la entrevista con Khaddam, la Comisión de la ONU encabezada por Detlev Mehlis que investiga el asesinato de Hariri dijo que había pedido a las autoridades sirias que interrogaran a Bashar Assad y al ministro de Asuntos Exteriores de Siria, Farouk al-Sharaa. Se reunió con los investigadores de la ONU que investigaban el asesinato de Hariri en París en enero de 2006. Sus acusaciones contra Assad y su círculo íntimo con respecto al asesinato de Hariri también se hicieron más explícitas: Khaddam dijo que creía que Assad ordenó el asesinato de Hariri.
El 14 de enero de 2006, Khaddam anunció que estaba formando un "gobierno en el exilio", prediciendo el fin del gobierno de Assad para finales de 2006. Khaddam es el funcionario sirio de más alto rango que ha cortado públicamente sus vínculos con el gobierno sirio, incluidos Rifaat al-Assad. Khaddam formó el grupo opositor Frente de Salvación Nacional en Siria (NSF) en 2006, que apoya la transición política en Siria. El NSF celebró su última reunión el 16 de septiembre de 2007 en Berlín, a la que asistieron unas 140 figuras de la oposición. El 16 de febrero de 2008, Khaddam acusó al gobierno sirio de asesinar a un importante fugitivo de Hezbolá, Imad Mughniyeh, "por el bien de Israel".

#### Juicio
Khaddam fue juzgado in absentia por un tribunal militar en Damasco y condenado a trabajos forzados de por vida y a ser despojado de sus derechos civiles y se le impidió residir en Damasco o Tartus, su ciudad natal, en agosto de 2008. El motivo del veredicto fue "calumniar a los dirigentes sirios y mentir ante un tribunal internacional sobre el asesinato del ex primer ministro libanés Rafiq Hariri".

#### Acusaciones de corrupción
Tras su deserción, Khaddam fue acusado de aceptar sobornos alemanes y franceses para enterrar residuos nucleares en el desierto sirio a mediados de los años 1980.

### Papel en la guerra civil siria
Khaddam era considerado un líder de la oposición al gobierno sirio por Estados Unidos y la UE. Mantuvo relaciones sólidas con muchos generales de alto rango del ejército que habían desertado del gobierno sirio y los apoyaban para derrocar a Bashar Al-Assad. En 2016, acusó a Irán de apoyar el ascenso del Estado Islámico de Irak y Siria, diciendo que Irán "está trabajando en la línea de crear una potencia sunita para luchar contra los sunitas en la región". También culpó a Estados Unidos de "empujar a Turquía a los brazos abiertos de Rusia" y sugirió que Estados Unidos tuvo un papel en el intento de golpe de Estado turco de 2016. También creía que Estados Unidos ya no era capaz de arreglar la situación en Siria.

## Vida personal
Khaddam estaba casado con Najat Marqabi, miembro de una rica y conocida familia de Tartus. Tuvieron tres hijos y una hija. Una de sus nietas está casada con el hijo de Rafik Hariri. Khaddam estaba interesado en leer obras políticas y cazar.